# Пошта (Галац)
Пошта (рум. Poșta) насеље је у Румунији у округу Галац у општини Гохор. Oпштина се налази на надморској висини од 50 m.

## Становништво
Према подацима из 2002. године у насељу је живело 239 становника.

### Попис2002.
| Расподела становништва по националности 2002.‍ | Расподела становништва по националности 2002.‍ | Расподела становништва по националности 2002.‍ | Расподела становништва по националности 2002.‍ | Расподела становништва по националности 2002.‍ |
| --------------------------------------------- | --------------------------------------------- | --------------------------------------------- | --------------------------------------------- | --------------------------------------------- |
|                                               |                                               |                                               |                                               |                                               |
| Румуни                                        | Румуни                                        |                                               | 233                                           | 97,5%                                         |
| Роми                                          | Роми                                          |                                               | 6                                             | 2,5%                                          |